# Aeolothrips bucheti
Aeolothrips bucheti är en insektsart som beskrevs av Bagnall 1934. Aeolothrips bucheti ingår i släktet Aeolothrips och familjen rovtripsar. Inga underarter finns listade i Catalogue of Life.